# Splachnobryum oorschotii
Splachnobryum oorschotii är en bladmossart som beskrevs av C. Müller 1876. Splachnobryum oorschotii ingår i släktet Splachnobryum och familjen Splachnobryaceae. Inga underarter finns listade i Catalogue of Life.